# Renault Monasix
La Monasix era un'autovettura di fascia medio-bassa prodotta tra il 1927 e il 1931 dalla Casa automobilistica francese Renault.

## Profilo
Obiettivo di questa vettura era quello di proporre il massimo della dotazione al minimo prezzo. La vettura doveva essere economica sia nel prezzo di listino, sia come consumi di olio e carburante. Il risultato fu la Monasix, una onesta vettura dagli ingombri contenuti e dai contenuti interessanti. Era peraltro dotata di accessori interessanti per una vettura della sua classe, come per esempio un servofreno meccanico (a partire dal 1928) che facilitava la frenata e che all'epoca era appannaggio di vetture di classe molto più alta.

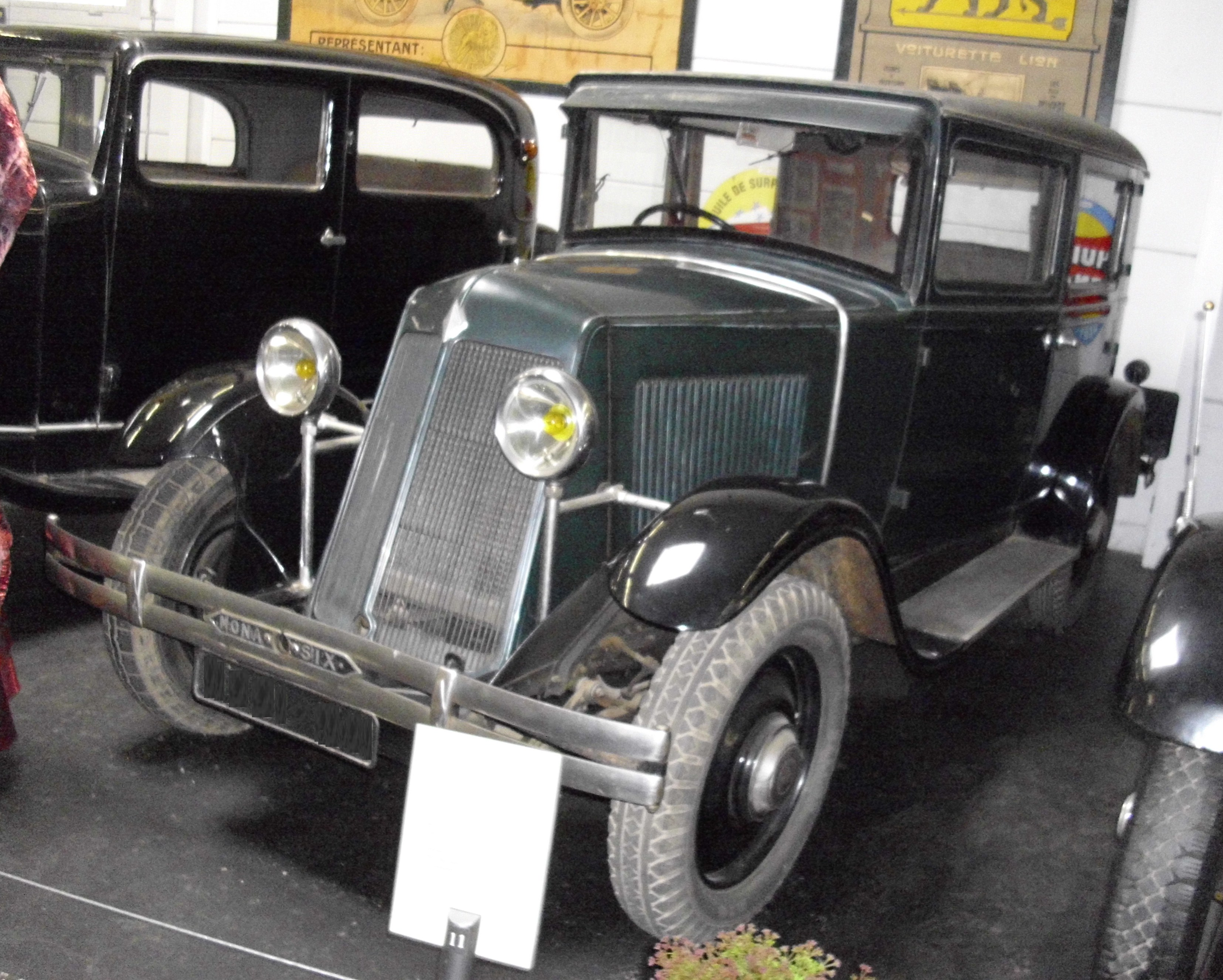
Renault Monasix RY 3

A partire dal 1929 fu affiancata dalla Monastella, una versione più lussuosa della Monasix. Nel 1931, ultimo anno di produzione, fu dotata anche di un divanetto posteriore regolabile, una chicca per l'epoca, e se vogliamo, anche una rarità sulle vetture odierne. A scopo pubblicitario, la Casa francese decantò la straordinaria affidabilità del suo propulsore. Per questo motivo ben 5000 delle Monasix prodotte furono utilizzate come taxi, i quali percorsero in due anni di servizio ben 188 milioni di chilometri complessivamente, per una media di 37500 km ciascuna, una media considerevole per l'epoca.
La Monasix montava un motore a 6 cilindri da 1476 cm³ in grado di erogare una potenza massima di 26 hp (poi divenuti 33), di certo non elevata anche relativamente all'epoca. Ciò penalizzava le doti di ripresa e accelerazione della vettura, pur disponendo di un buon allungo. Per questo motivo la Monasix non incontrò una grande favore di pubblico e questo nonostante alcuni buoni risultati in campo sportivo, come nel Rally del Marocco del 1928, dove registrò l'ottima media di 91 km/h.